# Taille Gobelet
Pour les articles homonymes, voir Gobelet.

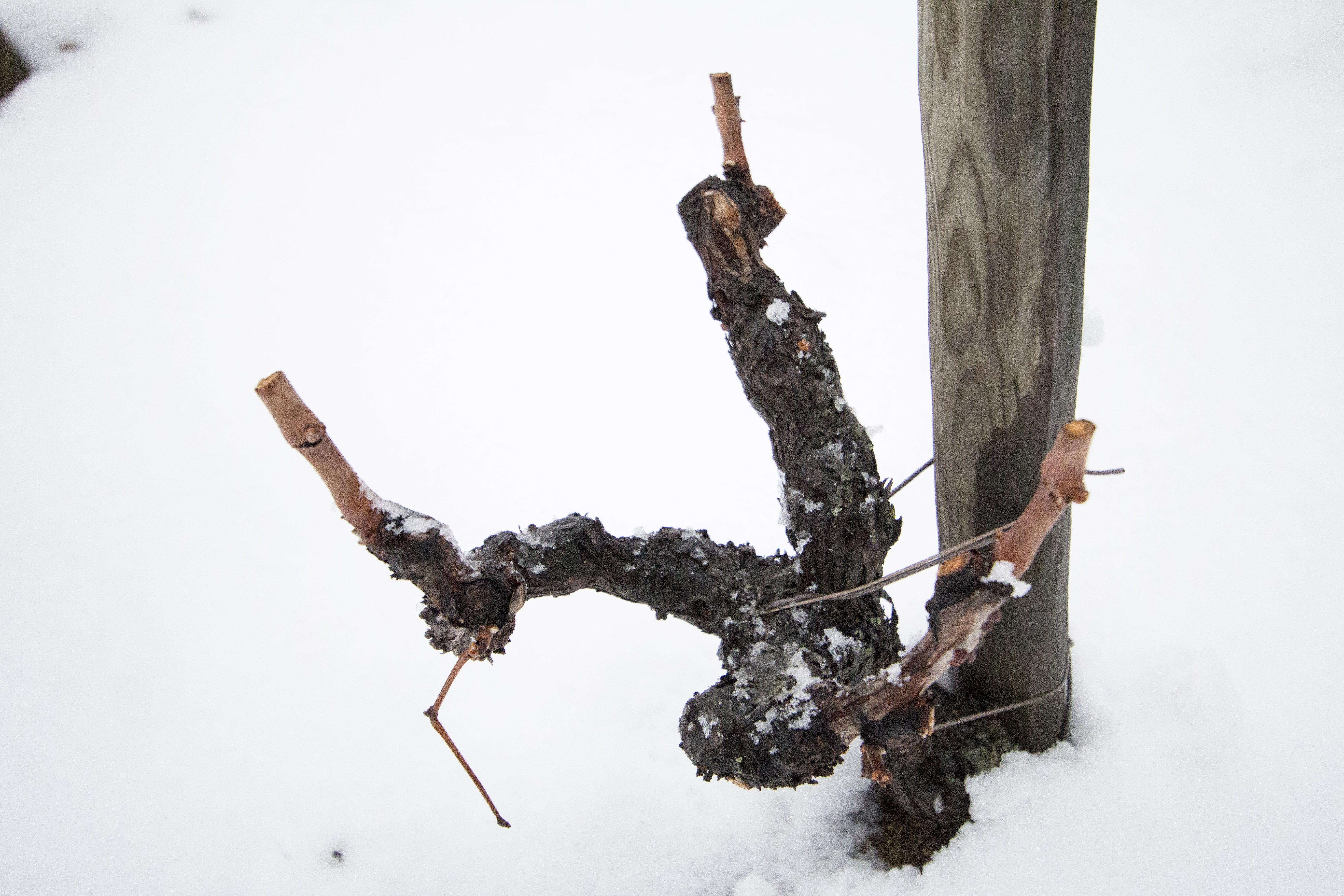
Taille en gobelet, en Saint-joseph (AOC). 3 bras possédant chacun 1 courson avec 2 bourgeons, soit 6 bourgeons totaux.

Le Gobelet est un type de taille courte utilisée dans certains vignobles. 
Il est formé de 2 à 5 bras en général. Sur chacun des bras peuvent se trouver, un à deux coursons. Ces coursons peuvent avoir de 1 à 3 bourgeons (yeux). La quantité totale de bourgeons laissés dépend de la vigueur (bras x coursons par bras x bourgeons par coursons = total de bourgeons).

## Histoire
Découlant d'une formation d'étalement naturelle de la vigne, cette taille remonterait à l'époque romaine,.

## Utilisation

### Cépages
Le grenache, le mourvèdre, la syrah, le gamay ou le chenin sont souvent taillés en gobelet.

### Géographie

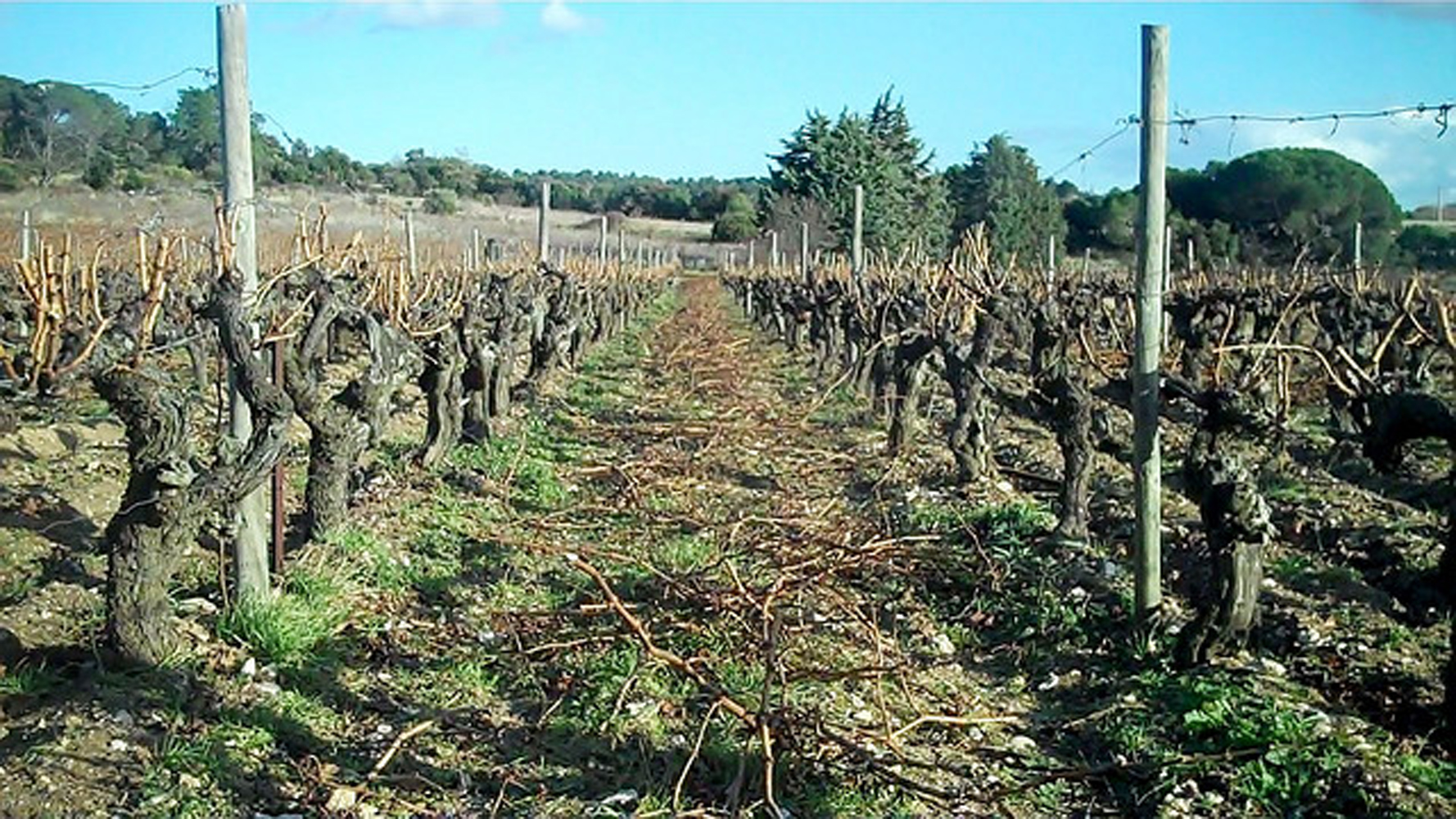
Vieilles vignes taillées en gobelet dans le Minervois

Elle est utilisée dans le monde entier, notamment dans la vallée du Rhône, en Languedoc-Roussillon et en Beaujolais.

## Formation
La première année (n) le plant est taillé à un courson à 2 yeux. Suivant la vigueur, l'année (n+1) le plant est taillé à nouveau avec un courson à deux yeux (faible vigueur) ou deux coursons à 2 yeux (forte vigueur). Ces deux coursons seront le départ des bras pour la formation du gobelet, ils sont choisis s'ils permettent un écartement suffisant de la structure.

## Conduite
Sur chaque bras, on conserve le nombre de coursons nécessaires (1, parfois 2) en fonction de la vigueur du cep. Sur chaque courson, le nombre de bourgeons conservés (1 à 3) dépend de la vigueur du cep et de la grosseur des sarments de l'année (n-1) et (n-2). Pour une grosseur et vigueur globale normale, on conserve le même nombre de bourgeons.

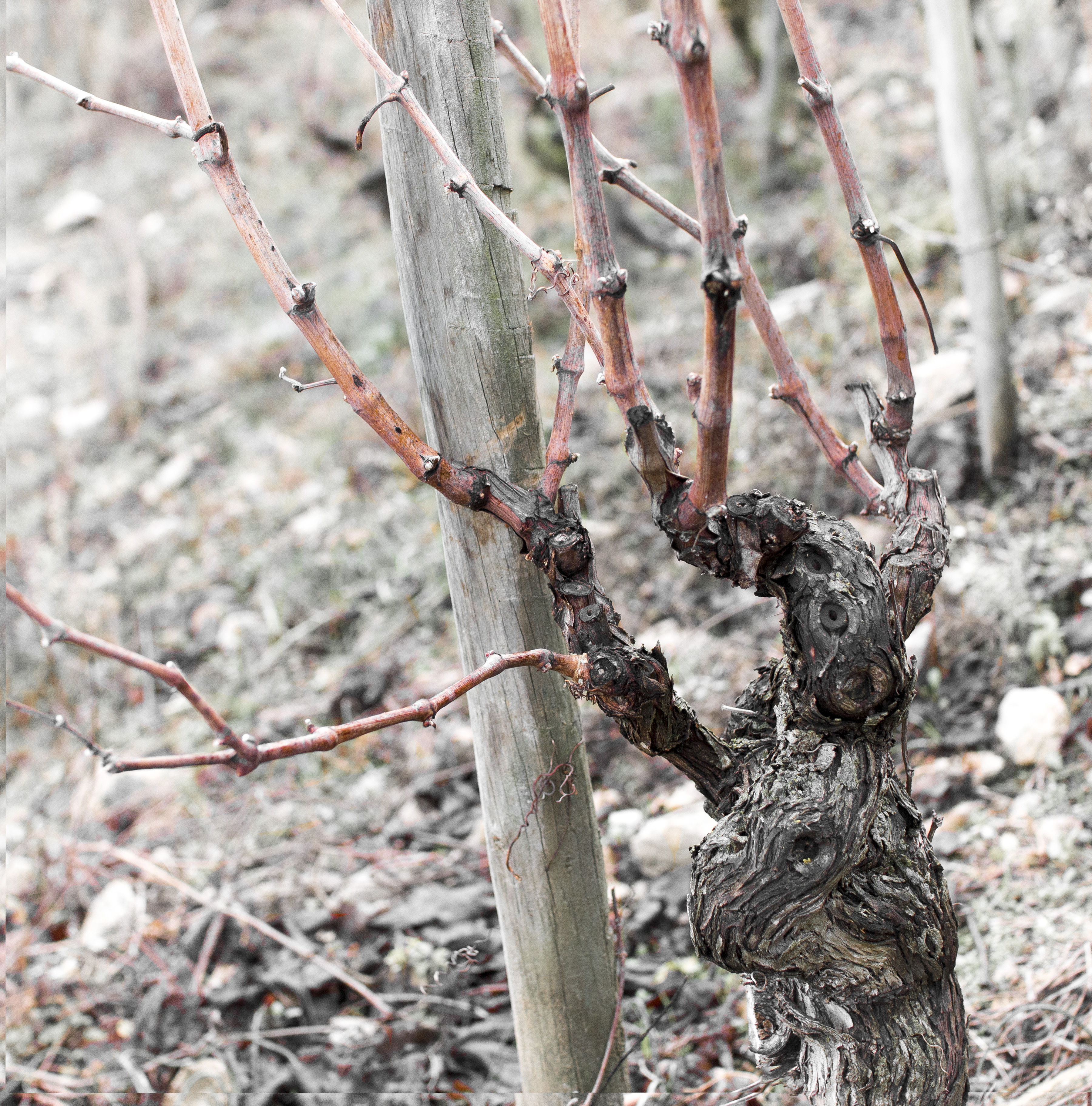
Gobelet avant taille
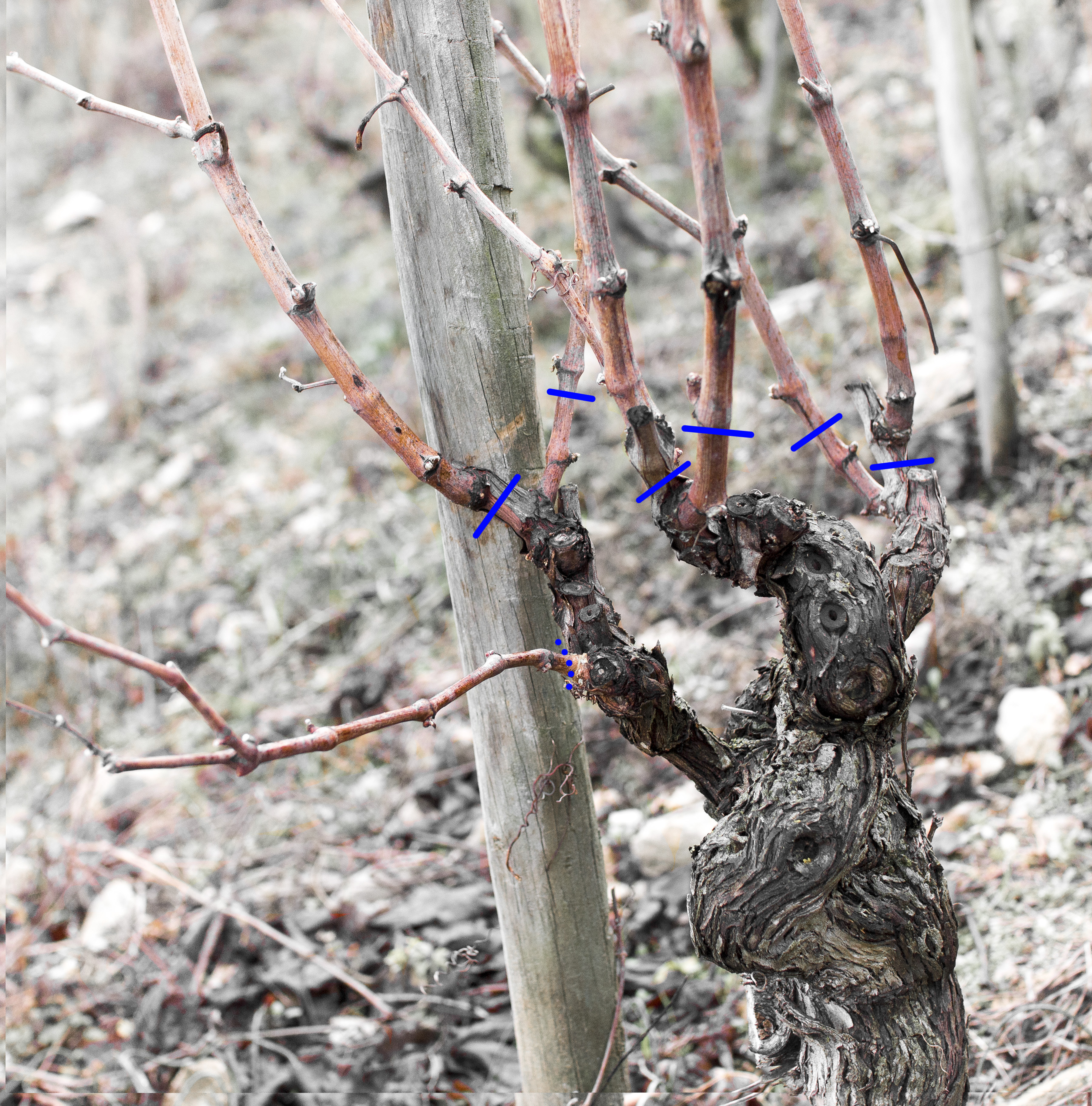
Coupes de taille.
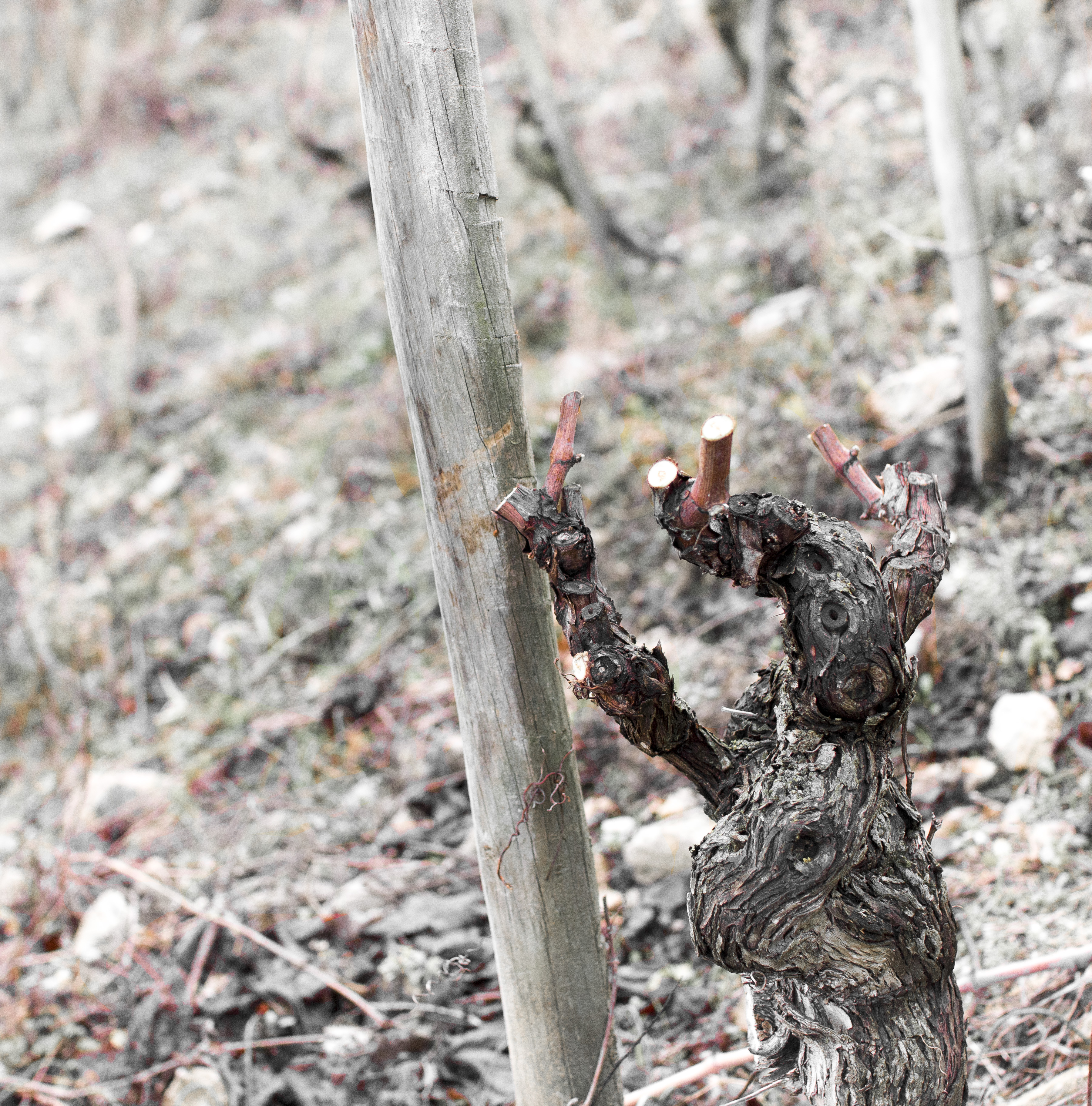
Gobelet après taille.